# Formule 1 in 1961
Het Formule 1-seizoen 1961 was het 12de FIA Formula One World Championship seizoen. Het begon op 14 mei en eindigde op 8 oktober na acht races.
Phil Hill werd voor het eerst wereldkampioen. Ferrari behaalde voor het eerst het constructeurskampioenschap.
Wolfgang von Trips eindigde als vice-wereldkampioen maar verongelukte tijdens de Grand Prix van Italië na een botsing met Jim Clark. Ook vijftien toeschouwers kwamen hierbij om het leven.
Er werden voor het eerst negen punten toegekend aan de winnaar van een race.
Nadat Firestone zich had terug getrokken werden voor het eerst in de geschiedenis van de Formule 1 banden geleverd door slechts één fabrikant, dit jaar reden alle teams met Dunlop-banden.

## Kalender
| GP nr. | Ronde | Grand Prix                 | Circuit                      | Plaats                  | Datum        |
| ------ | ----- | -------------------------- | ---------------------------- | ----------------------- | ------------ |
| 95     | 1     | GP van Monaco              | Circuit de Monaco            | Monte Carlo             | 14 mei       |
| 96     | 2     | GP van Nederland           | Circuit Park Zandvoort       | Zandvoort               | 22 mei       |
| 97     | 3     | GP van België              | Circuit de Spa-Francorchamps | Stavelot                | 18 juni      |
| 98     | 4     | GP van Frankrijk           | Circuit de Reims-Gueux       | Reims                   | 2 juli       |
| 99     | 5     | GP van Groot-Brittannië    | Aintree Circuit              | Aintree                 | 15 juli      |
| 100    | 6     | GP van Duitsland           | Nürburgring Nordschleife     | Nürburg                 | 6 augustus   |
| 101    | 7     | GP van Italië              | Autodromo Nazionale Monza    | Monza                   | 10 september |
| 102    | 8     | GP van de Verenigde Staten | Watkins Glen International   | Watkins Glen (New York) | 8 oktober    |

Opmerking: De GP van de Verenigde Staten zou oorspronkelijk op de Riverside International Raceway in Riverside (Californië) verreden worden maar werd zes weken voor de geplande datum verplaatst naar het Watkins Glen International circuit onder andere vanwege verwachte bezoekersaantallen en prijsgeld.

### Afgelast
De Grand Prix van Marokko werd voor het derde jaar op rij afgelast vanwege geldproblemen bij de organisatie.
| Ronde | Grand Prix     | Circuit          | Plaats   | Originele datum |
| ----- | -------------- | ---------------- | -------- | --------------- |
| 9     | GP van Marokko | Ain-Diab Circuit | Ain Diab | 29 oktober      |

## Resultaten en klassement

### Grands Prix
| Ronde | Grand Prix                 | Poleposition       | Snelste ronde                | Winnende coureur   | Winnende constructeur | Banden | Verslag |
| ----- | -------------------------- | ------------------ | ---------------------------- | ------------------ | --------------------- | ------ | ------- |
| 1     | GP van Monaco              | Stirling Moss      | Stirling Moss Richie Ginther | Stirling Moss      | Lotus-Climax          | D      | Verslag |
| 2     | GP van Nederland           | Phil Hill          | Jim Clark                    | Wolfgang von Trips | Ferrari               | D      | Verslag |
| 3     | GP van België              | Phil Hill          | Richie Ginther               | Phil Hill          | Ferrari               | D      | Verslag |
| 4     | GP van Frankrijk           | Phil Hill          | Phil Hill                    | Giancarlo Baghetti | Ferrari               | D      | Verslag |
| 5     | GP van Groot-Brittannië    | Phil Hill          | Tony Brooks                  | Wolfgang von Trips | Ferrari               | D      | Verslag |
| 6     | GP van Duitsland           | Phil Hill          | Phil Hill                    | Stirling Moss      | Lotus-Climax          | D      | Verslag |
| 7     | GP van Italië              | Wolfgang von Trips | Giancarlo Baghetti           | Phil Hill          | Ferrari               | D      | Verslag |
| 8     | GP van de Verenigde Staten | Jack Brabham       | Jack Brabham                 | Innes Ireland      | Lotus-Climax          | D      | Verslag |

### Puntentelling
Punten worden toegekend aan de top zes geklasseerde coureurs. 
| Positie              | 01e0 | 02e0 | 03e0 | 04e0 | 05e0 | 06e0 |
| Punten coureurs      | 9    | 6    | 4    | 3    | 2    | 1    |
| Punten constructeurs | 8    | 6    | 4    | 3    | 2    | 1    |

### Klassement bij de coureurs
Slechts de beste vijf van de acht resultaten telden mee voor het kampioenschap, resultaten die tussen haakjes staan telden daarom niet mee voor het kampioenschap. Bij "Punten" staan de getelde kampioenschapspunten gevolgd door de totaal behaalde punten tussen haakjes. 
| Pos. | Coureur                 | MON | NED | BEL | FRA | GBR | DUI   | ITA  | VST   | Punten  |
| ---- | ----------------------- | --- | --- | --- | --- | --- | ----- | ---- | ----- | ------- |
| 1    | Phil Hill               | 3   | 2P  | 1P  | 9PS | 2P  | (3)PS | 1    |       | 34 (38) |
| 2    | Wolfgang von Trips      | 4   | 1   | 2   | DNF | 1   | 2     | DNFP |       | 33      |
| 3    | Stirling Moss           | 1PS | 4   | 8   | DNF | DSQ | 1     | DNF  | DNF   | 21      |
| 4    | Dan Gurney              | 5   | 10  | 6   | 2   | 7   | 7     | 2    | 2     | 21      |
| 5    | Richie Ginther          | 2S  | 5   | 3S  | 15  | 3   | 8     | DNF  |       | 16      |
| 6    | Innes Ireland           | DNS |     | DNF | 4   | 10  | DNF   | DNF  | 1     | 12      |
| 7    | Jim Clark               | 10  | 3S  | 12  | 3   | DNF | 4     | DNF  | 7     | 11      |
| 8    | Bruce McLaren           | 6   | 12  | DNF | 5   | 8   | 6     | 3    | 4     | 11      |
| 9    | Giancarlo Baghetti      |     |     |     | 1   | DNF |       | DNFS |       | 9       |
| 10   | Tony Brooks             | 13  | 9   | 13  | DNF | 9S  | DNF   | 5    | 3     | 6       |
| 11   | Jack Brabham            | DNF | 6   | DNF | DNF | 4   | DNF   | DNF  | DNFPS | 4       |
| 12   | John Surtees            | 11  | 7   | 5   | DNF | DNF | 5     | DNF  | DNF   | 4       |
| 13   | Jackie Lewis            |     |     | 9   | DNF | DNF | 9     | 4    |       | 3       |
| 14   | Olivier Gendebien       | DNQ |     | 4   |     |     |       |      | 11    | 3       |
| 15   | Jo Bonnier              | 12  | 11  | 7   | 7   | 5   | DNF   | DNF  | 6     | 3       |
| 16   | Graham Hill             | DNF | 8   | DNF | 6   | DNF | DNF   | DNF  | 5     | 3       |
| 17   | Roy Salvadori           |     |     |     | 8   | 6   | 10    | 6    | DNF   | 2       |
| 18   | Maurice Trintignant     | 7   |     | DNF | 13  |     | DNF   | 9    |       | 0       |
| 19   | Carel Godin de Beaufort |     | 14  | 11  | DNF | 16  | 14    | 7    |       | 0       |
| 20   | Lorenzo Bandini         |     |     | DNF |     | 12  | DNF   | 8    |       | 0       |
| 21   | Cliff Allison           | 8   |     | DNS |     |     |       |      |       | 0       |
| 21   | Roger Penske            |     |     |     |     |     |       |      | 8     | 0       |
| 23   | Hans Herrmann           | 9   | 15  |     |     |     | 13    |      |       | 0       |
| 24   | Peter Ryan              |     |     |     |     |     |       |      | 9     | 0       |
| 25   | Masten Gregory          | DNQ | DNS | 10  | 12  | 11  |       | DNF  | DNF   | 0       |
| 26   | Henry Taylor            | DNQ |     | DNS | 10  | DNF |       | 11   |       | 0       |
| 27   | Tim Parnell             |     |     |     |     | DNF |       | 10   |       | 0       |
| 28   | Hap Sharp               |     |     |     |     |     |       |      | 10    | 0       |
| 29   | Tony Maggs              |     |     |     |     | 13  | 11    |      |       | 0       |
| 30   | Michael May             | DNF |     |     | 11  |     | DNS   |      |       | 0       |
| 31   | Ian Burgess             |     | DNS | DNS | 14  | 14  | 12    |      |       | 0       |
| 32   | Renato Pirocchi         |     |     |     |     |     |       | 12   |       | 0       |
| 33   | Trevor Taylor           |     | 13  |     |     |     |       |      |       | 0       |
| 34   | Tony Marsh              |     |     | DNS |     | DNF | 15    |      |       | 0       |
| 35   | Keith Greene            |     |     |     |     | 15  |       |      |       | 0       |
| 36   | Gerry Ashmore           |     |     |     |     | DNF | 16    | DNF  |       | 0       |
| 37   | Wolfgang Seidel         |     |     | DNS |     | 17  | DNF   | DNF  |       | 0       |
| —    | Bernard Collomb         |     |     |     | DNF |     | NC    |      |       | 0       |
| —    | Lucien Bianchi          | DNQ |     | DNF | DNF | DNF |       |      |       | 0       |
| —    | Willy Mairesse          |     |     | DNF | DNF |     | DNF   |      |       | 0       |
| —    | Jack Fairman            |     |     |     |     | DSQ |       | DNF  |       | 0       |
| —    | Giorgio Scarlatti       |     |     |     | DNF |     |       |      |       | 0       |
| —    | Massimo Natili          |     |     |     |     | DNF |       |      |       | 0       |
| —    | Gaetano Starrabba       |     |     |     |     |     |       | DNF  |       | 0       |
| —    | Ricardo Rodríguez       |     |     |     |     |     |       | DNF  |       | 0       |
| —    | Nino Vaccarella         |     |     |     |     |     |       | DNF  |       | 0       |
| —    | Roberto Bussinello      |     |     |     |     |     |       | DNF  |       | 0       |
| —    | Brian Naylor            |     |     |     |     |     |       | DNF  |       | 0       |
| —    | Roberto Lippi           |     |     |     |     |     |       | DNF  |       | 0       |
| —    | Jim Hall                |     |     |     |     |     |       |      | DNF   | 0       |
| —    | Lloyd Ruby              |     |     |     |     |     |       |      | DNF   | 0       |
| —    | Walt Hansgen            |     |     |     |     |     |       |      | DNF   | 0       |
| —    | André Pilette           |     |     |     |     |     |       | DNQ  |       | 0       |
| Pos. | Coureur                 | MON | NED | BEL | FRA | GBR | DUI   | ITA  | VST   | Punten  |

| Resultaat                       |
| ------------------------------- |
| Winnaar                         |
| Tweede plaats                   |
| Derde plaats                    |
| Gefinisht (punten behaald)      |
| Gefinisht (geen punten behaald) |
| Niet geklasseerd (NC)           |
| Uitgevallen (DNF)               |
| Niet gekwalificeerd (DNQ)       |
| Gediskwalificeerd (DSQ)         |
| Niet gestart (DNS)              |
| Gewond (INJ)                    |
| Uitgesloten (EX)                |
| Teruggetrokken (WD)             |
| Niet deelgenomen (blanco cel)   |
| P Pole position                 |
| S Snelste ronde                 |

### Klassement bij de constructeurs
Per race telt alleen het beste resultaat mee voor de constructeur.

De vijf beste resultaten tellen mee voor het kampioenschap, resultaten die tussen haakjes staan telden daarom niet mee voor het kampioenschap. Bij "Punten" staan de getelde kampioenschapspunten gevolgd door de totaal behaalde punten tussen haakjes.
| Pos. | Constructeur         | MON  | NED | BEL  | FRA  | GBR | DUI    | ITA  | VST  | Punten  |
| ---- | -------------------- | ---- | --- | ---- | ---- | --- | ------ | ---- | ---- | ------- |
| 1    | Ferrari              | (2S) | 1P  | 1PS0 | 1PS0 | 1P  | (2PS0) | 1PS0 |      | 40 (52) |
| 2    | Lotus-Climax         | 1PS  | 3S  | 8    | 3    | 10  | 1      | 10   | 1    | 32      |
| 3    | Porsche              | 5    | 10  | (6)  | 2    | 5   | 7      | 2    | 2    | 22 (23) |
| 4    | Cooper-Climax        | (6)  | (6) | 5    | 5    | 4   | (5)    | 3    | 4PS0 | 14 (18) |
| 5    | BRM-Climax           | 13   | 8   | 13   | 6    | 9S  | DNF    | 5    | 3    | 7       |
| 6    | Cooper-Maserati      | 7    |     | DNF  | 13   | 12  | DNF    | 8    |      | 0       |
| 7    | Gilby-Climax         |      |     |      |      | 15  |        |      |      | 0       |
| —    | De Tomaso-OSCA       |      |     |      | DNF  |     |        | DNF  |      | 0       |
| —    | De Tomaso-Alfa Romeo |      |     |      |      |     | WD     | DNF  |      | 0       |
| —    | Lotus-Maserati       |      |     |      |      |     |        | DNF  |      | 0       |
| —    | JBW-Climax           |      |     |      | WD   |     |        | DNF  |      | 0       |
| —    | Emeryson-Maserati    | DNQ  |     |      |      | WD  |        | DNQ  |      | 0       |
| —    | MBM-Porsche          |      |     |      |      |     | WD     |      |      | 0       |
| —    | Ferguson-Climax      |      |     |      |      | DSQ |        |      |      | 0       |
| Pos. | Constructeur         | MON  | NED | BEL  | FRA  | GBR | DUI    | ITA  | VST  | Punten  |

| Resultaat                       |
| ------------------------------- |
| Winnaar                         |
| Tweede plaats                   |
| Derde plaats                    |
| Gefinisht (punten behaald)      |
| Gefinisht (geen punten behaald) |
| Niet geklasseerd (NC)           |
| Uitgevallen (DNF)               |
| Niet gekwalificeerd (DNQ)       |
| Gediskwalificeerd (DSQ)         |
| Niet gestart (DNS)              |
| Gewond (INJ)                    |
| Uitgesloten (EX)                |
| Teruggetrokken (WD)             |
| Niet deelgenomen (blanco cel)   |
| P Pole position                 |
| S Snelste ronde                 |

1950 · 1951 · 1952 · 1953 · 1954 · 1955 · 1956 · 1957 · 1958 · 1959 · 1960 · 1961 · 1962 · 1963 · 1964 · 1965 · 1966 · 1967 · 1968 · 1969 · 1970 · 1971 · 1972 · 1973 · 1974 · 1975 · 1976 · 1977 · 1978 · 1979 · 1980 · 1981 · 1982 · 1983 · 1984 · 1985 · 1986 · 1987 · 1988 · 1989 · 1990 · 1991 · 1992 · 1993 · 1994 · 1995 · 1996 · 1997 · 1998 · 1999 · 2000 · 2001 · 2002 · 2003 · 2004 · 2005 · 2006 · 2007 · 2008 · 2009 · 2010 · 2011 · 2012 · 2013 · 2014 · 2015 · 2016 · 2017 · 2018 · 2019 · 2020 · 2021 · 2022 · 2023 · 2024 · 2025 · 2026 
 Lijst van Formule 1 Grand Prix-wedstrijden